# Aaron Flahavan
Aaron Adam Flahavan (Southampton, 15 de dezembro de 1975 – Bournemouth, 5 de agosto de 2001) foi um futebolista inglês que atuava como goleiro.

## Carreira
Embora fosse revelado pelo Southampton, time de sua cidade natal, Flahavan não chegou a ser promovido ao elenco principal do clube, onde permaneceu entre 1992 e 1994.
Neste último ano, sem chances de estrear no Southampton, acabou contratado pelo Portsmouth, rival regional dos Saints. Reserva imediato de Alan Knight, lendário goleiro do Pompey, teve que aguardar até 1996 para fazer sua estreia pelo time. Até o final da década de 90, ganhou mais tempo de jogo e desbancou Knight da titularidade, ostentada por ele desde 1978.
Somando todas as competições que disputou, Flahavan atuou em 105 jogos pelo Portsmouth.

## Problemas de saúde
Durante sua curta carreira, Flahavan sofreu com problemas de saúde; em um jogo, acabou passando mal devido a um vírus, e em outra partida, foi vítima de uma queda de pressão.

## Morte
Em 5 de agosto de 2001, Aaron Flahavan sofreu um acidente automobilístico que causou sua morte aos 25 anos. O inquérito sobre a tragédia descobriu que a causa do falecimento foi uma fratura no crânio, e que o nível de álcool em seu sangue era três vezes maior que o permitido quando perdeu o controle de seu carro (um BMW esportivo).
Para homenagear o goleiro, Portsmouth e Southampton decidiram retirar o número 1 de suas camisas.

## Vida pessoal
Seu irmão mais novo, Darryl Flahavan, também foi jogador de futebol e iniciou a carreira também no Southampton (não jogou partidas oficiais como profissional). passando ainda por Woking, Southend United, Crystal Palace, Leeds United (também não entrou em campo), Football Club|Oldham Athletic, Portsmouth (não jogou), Bournemouth e Crawley Town, onde se aposentou em 2016.
Darryl decidiu batizar seu filho de Aaron para homenagear o irmão mais velho.